# Freisinger Bank
Die Freisinger Bank eG Volksbank-Raiffeisenbank mit Sitz in Freising ist ein genossenschaftliches Kreditinstitut in Bayern. Die Bank gehört dem Genossenschaftsverband Bayern und darüber hinaus dem Bundesverband der Deutschen Volksbanken und Raiffeisenbanken an.

## Geschichte
Die Raiffeisenbank Wolfersdorf wurde am 21. Januar 1894 gegründet. 1989 fusionierte sie mit der Raiffeisenbank Moosburg, 1998 mit der Volksbank Freising dabei wurde die Bank zur Freisinger Bank eG umfirmiert. Im Jahr 2000 fusionierte die neue Bank mit der Raiffeisenbank Eching. 2007 eröffnete man ein neues Verwaltungsgebäude.

## Wirtschaftliche Daten
Das Kreditinstitut beschäftigt etwa 190 Mitarbeiter in 8 Geschäftsstellen und gehört mit einer Bilanzsumme von über 1 Mrd. EUR zu den 50 größten Genossenschaftsbanken Bayerns. Insgesamt betreut die Freisinger Bank ca. 39.000 Kunden, worunter sich etwa 13.840 Genossenschaftsmitglieder befinden.

## Geschäftsgebiet
Das Geschäftsgebiet liegt im Landkreis Freising.
An diesen Orten betreibt die Bank Filialen:
- Freising (Hauptstelle, Beratungscenter)
- Allershausen (Beratungscenter)
- Eching (Beratungscenter)
- Lerchenfeld (Beratungsstandort)
- Kirchdorf (Beratungsstandort)
- Moosburg (Beratungscenter)
- Neufahrn (Beratungsstandort)
- Zolling (Beratungsstandort)
- Attaching (SB-Standort)
- Dietersheim (SB-Standort)
- Freising-Innenstadt (SB-Standort)
- Hallbergmoos (SB-Standort)
- Langenbach (SB-Standort)
- Marzling (SB-Standort)
- Mauern (SB-Standort)
- Pulling (SB-Standort)
- Wolfersdorf (SB-Standort)